# FM 93
FM 93 é uma emissora de rádio brasileira sediada em Fortaleza, capital do estado do Ceará. Opera no dial FM, na frequência 93,9 MHz, e foi fundada em 24 de setembro de 1976 pelo Grupo Edson Queiroz, sendo integrada, na década de 1990, ao Sistema Verdes Mares, juntamente à Verdinha FM, à TV Verdes Mares, à TV Diário e ao portal Diário do Nordeste. É uma rádio com estilo popular, que tem em sua programação, músicas de sucesso, nacional e internacional.

## História
A Verdes Mares FM foi lançada em 24 de setembro de 1976, em caráter experimental. A sua inauguração oficial ocorreu dois dias depois, às 22h30, ao som da canção-tema do filme O Candelabro Italiano. A inauguração ocorreu durante a entrega do troféu Sereia de Ouro daquele ano. Em seu começo, a rádio possuía uma programação voltada ao público jovem, mas durante a década de 1980, muda seu estilo de programação e passa a focar na música popular. Em 1986, a rádio ganhou uma nova marca e passou a ser chamada de FM 93. Líder em audiência, em 2021 a rádio respondia por 23% de toda a audiência do rádio FM na capital cearense, com média de 92.833 ouvintes por minuto.